# EUMETSAT
EUMETSAT (Europeiska vädersatellitorganisationen / the European weather satellite organisation) är en mellanstatlig organisation som startades genom en internationell konvention 1986. EUMETSAT har 2016 32 medlemsländer belägna i Europa  Dessa länder finansierar EUMETSATs satellitprogram och är de främsta användarna av EUMETSATs satellitdata och satellitprodukter. Medlemsländerna bidrar med finansiering i proportion till deras respektive bruttonationalinkomst. 

## Verksamhet
EUMETSATs upprättar, underhåller och exploaterar europeiska operationella meteorologiska satelliter. EUMETSAT ansvarar för uppskjutning och drift av satelliter och för att leverera satellitdata till slutanvändare, framförallt till medlemsländernas väderlekstjänster, samt bidrar till övervakning av klimatet och dess förändringar.

### Eps-programmet
EUMETSAT Polar System (EPS) består av satellitserien Metop som består av tre satelliter som tillsammans kommer att flygas successivt under mer än 14 år. Metop-A sköts upp av en rysk Soyuz-raket från Baikonur den 19 oktober 2006; Metop-B den 17 september 2012, och även den från Baikonur; Metop-C är planerad för uppskjutning under 2017.
På grund av att Metopsatelliten är placerad ca 817 km över jorden, kan specialinstrumenten ombord ge betydligt mer exakta detaljer om atmosfärenstemperatur och fuktprofiler än vad en geostationär satellit kan.   EPS-programmet är också den europeiska delen av ett gemensamt program med det amerikanska NOAA (National Oceanic and Atmospheric Administration), som kallas International Joint Polar System (IJPS). NOAA har drivit en kontinuerlig serie av meteorologiska satelliter i en låg omloppsbana (low-orbit) sedan april 1960. Många av instrumenten på Metop drivs också på NOAA:s Poes satelliter, som tillhandahåller liknande datatyper.